# Spijkenisse Scouts
Gl Spijkenisse Scouts sono una squadra di football americano di Spijkenisse, nei Paesi Bassi, fondata nel 2007.
Nel 2018 hanno partecipato alla Eredivisie con una squadra congiunta agli 010 Trojans. Nel 2019 e nel 2020 hanno partecipato alla Eerste Divisie con una squadra congiunta agli Eindhoven Raptors e ai Tilburg Wolves (squadra chiamata Predators nel 2019 e Krakens nel 2020).

## Dettaglio stagioni

### Tornei nazionali

#### Campionato

##### Eredivisie
| Stagione | regular season | regular season | regular season | regular season | regular season | regular season | playoff | playoff | playoff | playoff | playoff | playoff   | playoff    |
|          | Vin            | Par            | Per            | Tot            | PF             | PS             | Vin     | Per     | Tot     | PF      | PS      | risultato | avversaria |
| -------- | -------------- | -------------- | -------------- | -------------- | -------------- | -------------- | ------- | ------- | ------- | ------- | ------- | --------- | ---------- |
| 2017     | 0              | 0              | 8              | 8              | 0              | 213            | -       | -       | -       | -       | -       | -         | -          |
| Totale   | 0              | 0              | 8              | 8              | 0              | 213            | -       | -       | -       | -       | -       |           |            |

Fonti: Enciclopedia del Football - A cura di Roberto Mezzetti

## Palmarès
- 1 Runners-Up Bowl (2016)